# Selenanthias
Selenanthias är ett släkte av fiskar. Selenanthias ingår i familjen havsabborrfiskar.
Kladogram enligt Catalogue of Life:
| Selenanthias | \| \| Selenanthias analis \| \| \| \| \| \| Selenanthias barroi \| \| \| \| \| \| Selenanthias myersi \| \| \| \| |
|              | \| \| Selenanthias analis \| \| \| \| \| \| Selenanthias barroi \| \| \| \| \| \| Selenanthias myersi \| \| \| \| |
|              | Selenanthias analis                                                                                               |
|              | |
|              | Selenanthias barroi                                                                                               |
|              | |
|              | Selenanthias myersi                                                                                               |
|              | |